# The Captain of Her Heart
The Captain of Her Heart è un singolo del gruppo musicale svizzero Double, pubblicato nel settembre 1985 come terzo estratto dal primo album in studio Blue.

## Descrizione
La canzone è una sofisticata ballata, il cui testo racconta la malinconica attesa di una donna, che aspetta il ritorno del suo amore. Il brano è particolarmente popolare per il celebre motivo suonato al pianoforte che accompagna il ritornello, per il suo sassofono soprano e per la voce baritonale del cantante dei Double.
Il brano fu un enorme successo nel 1986 in tutti i Paesi in cui il singolo fu pubblicato, e pur non riuscendo a raggiungere la vetta di nessuna classifica, viene considerato oggi un classico della musica pop.

### Struttura del brano
Il brano è composto principalmente da una sola strofa cantata iniziale e da un continuo ripetersi del ritornello intervallato da fill di pianoforte e sassofono e da un assolo di pianoforte suonato invece sugli accordi della strofa.

## Tracce
7" single (Polydor)
1. The Captain of Her Heart – 3:59
2. Your Prayer Takes Me Off (Part II - Dub) – 4:04

7" single (A&M)
1. The Captain of Her Heart – 3:59
2. Your Prayer Takes Me Off (Part II- Dub) – 4:04

7" single (Metronome)
1. The Captain of Her Heart – 4:35
2. Your Prayer Takes Me Off (Part II - Dub) – 4:04

12" maxi single
1. The Captain of Her Heart – 4:35
2. Your Prayer Takes Me Off (Part II - Dub) – 4:04
3. Your Prayer Takes Me Off (Part I) – 6:30

## Classifiche
| Classifica (1986)                            | Posizione più alta |
| -------------------------------------------- | ------------------ |
| Austria                                      | 15                 |
| Francia                                      | 9                  |
| Germania                                     | 10                 |
| Irlanda                                      | 6                  |
| Norvegia                                     | 9                  |
| Svizzera                                     | 11                 |
| Italia                                       | 3                  |
| Regno Unito                                  | 8                  |
| U.S. Billboard Hot 100                       | 16                 |
| U.S. Billboard Hot Adult Contemporary Tracks | 4                  |

## Curiosità
Alla fine degli anni '80 il brano in questione venne utilizzato come colonna sonora della pubblicità del caffè Paulista.
La melodia del brano è stata parodiata, come accadeva con tutte le canzoni di successo, dagli Squallor in Kapitan of the Katz.